# Belzutifan
A belzutifan egy kismolekulás antineoplasztikus hatóanyag, melyet a Von Hippel-Lindau (VHL) szindróma asszociált vesekarcinóma kezelésére fejlesztett ki a Peloton Therapeutics (mely a Merck & Co. tulajdona 2019.-től). Az FDA 2021. augusztus 13-án engedélyezte VHL-ben szenvedő felnőtt betegek kezelésére, akikben kialakult vesesejtes karcinóma, központi idegrendszeri hemangioblasztóma, vagy hasnyálmirigy eredetű neuroendokrin tumor. A hatóanyag „orphan drug”-ként, azaz ritka betegség gyógyszereként került engedélyeztetésre. A hatóanyagot tartalmazó gyógyszer Welireg™ néven került forgalomba.

## Indikáció
VHL asszociált vesesejtes karcinóma (RCC – Renal cell carcinoma), központi idegrendszeri hemangioblasztóma, hasnyálmirigy eredetű neuroendokrin tumor (pNET - pancreatic neuroendocrine tumor).

## Adagolás
Napi 120 mg orálisan. A betegség progressziójának, valamint a mellékhatások súlyosságának függvényében az adag módosítható. A mellékhatások előfordulásának és súlyosságának függvényében az adag csökkenthető első körben 80 mg/nap, második körben 40 mg/napos adagolásra, vagy a kezelés teljeskörű beszüntetésével.

## Hatásmechanizmus
A belzutifan allosztérikus inhibitora a HIF-2α transzkripciós faktornak, mely kulcsszerepet játszik a hipoxiához való alkalmazkodásban. Normál oxigénkoncentráció mellett a HIF-2α proteoszómálisan bontódik a VHL fehérje közvetítésével. E fehérje hiányában azonban a HIF-2α stabilizálódik, felhalmozódik a sejtben, és bejut a sejtmagba, ahol hozzáköt a HIF-1b fehérjéhez, kialakítva egy transzkripciós komplexet, ami sejproliferációt, angiogenezist és tumornövekedést indukál. A belzutifan a HIF-2α - HIF-1b kötődést gátolja, csökkentve ezzel a HIF-2α által indukált gének expresszióját.

## Mellékhatások
Nagyon gyakori mellékhatások a következők: anémia, hipoxia, fejfájás, szédülés, hányinger, hasi diszkomfort, székrekedés, látászavarok, felső légúti megbetegedések, ízületi- és izomfájdalom, hipertenzió, súlygyarapodás.